# Borgo Vecchio (Carmagnola)
Il Borgo Vecchio di Carmagnola è situato ad est del centro storico, in continuità urbanistica con esso, tanto da risultarne oggi la naturale prosecuzione. l’abitato si estende sull’arteria commerciale di Via Fratelli Vercelli e la successiva Via Chiffi. Tale asse viario risulta da sempre il principale collegamento con Torino e tra il capoluogo piemontese e il sud del Piemonte, tant’è vero che fino al 1950 fu parte del tragitto tranviario per la tratta Torino-Saluzzo. I suoi confini possono essere considerati, in modo approssimativo, ad Ovest Viale Ex internati-via Dante-Via Alfieri, ad Est la linea ferroviaria, a Sud via Alcide de Gasperi e via Iginio Bersani (antico molino di Moneta), a Nord l’intersezione a doppia rotatoria tra Via di Sales, Via Torino e Via Poirino (cavalcavia).

## Origine
Intorno all’anno 1000 d.c, nei pressi della Contrada Gardexana, nucleo originario fortificato di Carmagnola, erano presenti quattro borgate: S.Giovanni a Sud, Santa Maria di Viurso ad Ovest, Santa Maria di Moneta ad Est e Salsasio a Nord. Questi quattro borghi originari, vennero distrutti durante gli ampliamenti e ricostruzioni urbanistiche della città tra il XVI e il XVII secolo e soprattutto durante le fortificazioni francesi del 1640. Il borgo più orientale, Santa Maria di Moneta, verrà ricostruito, come gli altri, a circa un miglio di distanza dalle fortificazioni, ma prenderà il nome di Borgo Vecchio, perché, diversamente dalla fine toccata agli altri borghi, una porzione del precedente insediamento rimase integra.
Il vecchio toponimo Moneta è ancora presente nell’omonimo vicolo, forse parte di quel nucleo originale descritto dalle fonti, che si dirama da Via Fratelli Vercelli. D’altra parte, osservando il Catasto Rabbini, il vicolo risulta essere proprio in corrispondenza dell’antico scorrimento del canale Moneta, la cui denominazione è certamente legata a quella del territorio, come testimonia ulteriormente il Molino omonimo in Via Chiffi. Alcuni storici hanno provato ad associare il toponimo Moneta alla celebre funzione di sede della zecca che Carmagnola ebbe durante l’appartenenza al Marchesato di Saluzzo, ma da altre fonti risulta che la denominazione di Santa Maria di Moneta ha origini più antiche. Un documento del 1163 accenna ad una proprietà della Pieve di Moneta, mentre in uno più antico, del 1142, appare come testimonio un Rex de Monea de Carmagnolia.

## Architettura
Borgo Vecchio appare nel suo aspetto più storico come un quartiere di origine rurale, con fabbricati bassi, generalmente di uno o due piani, con sistema di ingresso a ringhiera e struttura a corte chiusa o aperta, talvolta con esempi di ville padronali. Le coperture sono a tetto spiovente con coppi alla piemontese. Tale edilizia di carattere più rustico, oggi interamente riconvertita in residenziale e condominiale, è presente in Via Fratelli Vercelli e Via Chiffi, ma in maniera più evidente in Via San Giovanni Bosco, Via Antico Quartiere e Vicolo Moneta. Sull’asse viario principale (Fratelli Vercelli - Chiffi) e tra corso Matteotti e Piazza IV Martiri, convivono invece esempi di edilizia borghese ottocentesca e del primo ‘900, in alcuni casi caratterizzati da influenze stilistiche eclettiche e liberty. 
Risalente alla seconda metà del ‘900 è invece il complesso residenziale e commerciale di Largo Umbria, interamente costeggiato da portici che collegano Via Fratelli Vercelli con Via Sebastiano Valfrè.

## Edifici e punti di riferimento storici

### Chiesa della Beata Vergine Consolata
Dalle notizie storiche risulta una preesistente chiesa dedicata a S.Matteo, probabilmente risalente ai primi anni di ricostruzione del borgo e quindi alla prima metà del ‘600. È possibile ipotizzare questo perché già nel 1708 avviene la richiesta, da parte del Consiglio del Rione Borgo Vecchio, di riedificazione totale dell’edificio. Si può immaginare quindi che la vecchia chiesa di S.Matteo fosse in cattive condizioni o che risultasse poco capiente rispetto ad un ipotetico incremento della popolazione. La nuova chiesa venne conclusa nel 1712 con l’aiuto della manodopera locale e fu in quel momento che venne intitolata alla Beata Vergine Consolata. Per la costruzione risulta la richiesta da parte del Consiglio di poter utilizzare 25.000 mattoni provenienti dal bastione di S.Rocco, demolito con gli altri pochi anni prima e collocabile nei pressi della Porta Moneta (imbocco di Via Valobra). La chiesa si presenta come un edificio di culto in stile sobriamente barocco, con facciata bianca a capanna suddivisa in due registri marcati da un ampio cornicione modanato centrale e da un altro uguale che precede il timpano triangolare sulla sommità.Ogni registro presenta 4 lesene dello stesso colore con capitelli di tipo dorico Sono presenti due finestre nel registro basso e una centrale nel registro alto, il cui stile a bifora risale probabilmente ad un intervento ottocentesco, in quanto non riscontrabile dall’interno e in generale non coerente con l’epoca barocca. Il campanile a 3 facce, è posto sul lato destro del tetto, in prossimità della facciata, ed è dotato di un orologio. Sulla sommità del portone ligneo è presente una lunetta con bassorilievo raffigurante la Vergine con Bambino. Un’altra lunetta con medesimo soggetto è posta poco più in alto, ma si tratta questa volta di un affresco, rinvenuto nel 1991 dall’attuale strato di intonaco risalente al secolo precedente.

### L'Ala
L’Ala di Carmagnola rappresenta fin dalla sua costruzione il punto di riferimento mercatale e fieristico della città e può essere inteso come l’anello di congiunzione tra la passeggiata porticata del centro storico e il Borgo Vecchio. Il primo progetto di una tettoia Pel mercato delle bovine nell’angolo sud-ovest dell’attuale Piazza IV Martiri, definito allora fuori Porta Moneta, sembra risalire al 1783 e presentava caratteristiche piuttosto differenti. Si trattava di un corpo a base rettangolare di dimensioni doppie all’esistente fabbricato, formato da 3 campate e due file di colonne interne, che conducevano a due celle poste negli angoli dell’edificio che danno sull’odierna Via Fratelli Vercelli. Il Progetto effettivamente realizzato risale invece agli anni 1842-45. Dall’Avviso d’Asta dell’epoca si legge che "il 18 andante Marzo [1844] viene approvato il progetto per la costruzione di un’Ala per il mercato del bestiame bovino sull’area del piazzale a giorno della R. Strada di Nizza tra il Borgo Vecchio e l’abitato di Città, della larghezza di metri 12 per la lunghezza di metri 124,60 a due ordini di pilastri” Inoltre viene specificato che “le opere tutte dovranno essere ultimate fra il termine di mesi quattro dall’atto di sottomissione” e che “i grossi legnami per il coperto potranno impiegarsi o di rovere o di taleggine rosso ad arbitrio dell’impresaro”. Da diversi decenni il mercato del bestiame è stato spostato nella zona di Piazza Italia, ma l'Ala continua ad avere funzione di tettoia mercatale per il commercio alimentare e orto-frutticolo.

### Stazione ferroviaria e Piazza XXX Aprile
La stazione ferroviaria di Carmagnola inizia la sua attività nel 1853, all’inaugurazione della tratta Trofarello-Savigliano. Risale a quel periodo l’edificio di pertinenza, ad oggi ben conservato, con facciata neoclassica che presenta un corpo centrale a base quadrata con 3 archi di ingresso e un timpano triangolare sulla sommità, preceduto da una grande cornice modanata. Ai lati, due corpi di larghezza dimezzata che presentano bugnato angolare. Infine un prolungamento a Sud con un fabbricato adibito alla ristorazione. Antistante l’edificio, è presente la Piazza XXX Aprile, famosa per l’incontro nell’autunno 1857 tra Don Bosco e l’orfano Michele Magone, in seguito suo allievo. Al centro della Piazza, dal 1969 è presente il monumento agli alpini, che rappresenta un’aquila nera ad ali spiegate su un'alta stele di cemento, con alla base la dedica “A tutte le penne nere”.

### Ex Stazione Tramways Piemontesi
In Via Chiffi è visibile quel che rimane dell’edificio della compagnia generale dei Tramways Piemontesi, che ha rappresentato la stazione di Carmagnola per la tratta Torino-Saluzzo. La palazzina, in stile industriale ottocentesco, è in mattoni a vista ed è formata da piano terreno e primo piano. Sulla Facciata sono presenti i resti dell’insegna “Tramways Piemontesi” realizzata con lettere tridimensionali incastonate nel mattone, molte delle quali sono ormai mancanti.

### Molino di Moneta
Su Via Chiffi, All’intersezione tra Via Alcide De Gasperi e Via Iginio Bersani, è presente un tratto scoperto del Canale Moneta, denominazione collegabile certamente all’antico nome del Borgo. 
In corrispondenza è presente uno degli edifici più antichi di Borgo Vecchio, originariamente con funzione di Mulino.
Secondo Il Catasto Rabbini (metà '800), il canale risulta interrato subito dopo il mulino, per ricomparire sulla sinistra di Strada di Nizza (oggi Via Fratelli Vercelli) in corrispondenza dell'omonimo Vicolo Moneta, per poi continuare il corso nell’attuale Via Alfieri. Tornando al vecchio Mulino, da notare la presenza sul lato meridionale del fabbricato, di una vecchia insegna in ferro battuto di grandi dimensioni riportante il nome della città. Questa venne probabilmente realizzata e affissa a metà ‘800, durante gli anni di attività della linea tranviaria che entrava in città proprio in corrispondenza del mulino, all’epoca primo fabbricato visibile provenendo da quella direzione.

### Torre Rondonara
A metà di Via Fratelli Vercelli, tra Vicolo Moneta e Vicolo Da Vinci, è presente un lungo edificio ad un piano in stile eclettico ottocentesco. In tutto il registro basso è presente un i ntonaco a bugnato in cui sono incastonati una fila di archi decorativi con lesene e sopra, in corrispondenza di ognuno, finestrelle circolari con persiane  a mezza luna. L’elemento architettonico di maggior rilevanza è però una torre posta sulla sommità dell’edificio, in posizione centrale, con funzione di rondonara in quanto fornita di mille nidi artificiali specifici per i rondoni. La torre, come il resto dell’edificio, sembra sia appartenuta ad un veterinario buiatra di fine ‘800, il quale si dice abbia innalzato la sua rondonara in tre fasi, ognuna corrispondente alla rielezione del parlamentare per cui parteggiava. La torre, si compone di 3 moduli, che vanno decrescendo verso la sommità, rappresentata da una torretta cilindrica con copertura in rame. Il profilo di quest’ultima, risulta incastonato all’interno del corpo principale in quanto le sue fattezze circolari risultano in aggetto rispetto alle pareti laterali del fabbricato principale a sezione rettangolare. I moduli decrescenti e la doppia tettoia conferiscono alla torre uno stile orientale, ricordando i castelli giapponesi. Altri elementi che evidenziano lo stile eclettico della rondonara sono la copertura in mattoni non tradizionale e le finestre ogivali.